# 铁门关市经济技术开发区
铁门关市经济技术开发区，曾是中华人民共和国新疆维吾尔自治区铁门关市下属的一个经济技术开发区。2023年合并入迎宾街道。

## 行政区划
铁门关市经济技术开发区下辖以下地区：
园区虚拟社区。